# Ruby R. Levitt
Ruby R. Levitt (New York, 12 settembre 1907 – Encino, 18 gennaio 1992) è stata una scenografa statunitense.
Ha ricevuto quattro volte la nomination ai Premi Oscar nella categoria migliore scenografia (1960, 1966, 1972 e 1975), tuttavia senza mai vincere.

## Filmografia parziale
- Una donna distrusse (1947)
- Delitto alla televisione (1953)
- Il letto racconta (1959)
- 20 chili di guai!... e una tonnellata di gioia (1962)
- Tutti insieme appassionatamente (1965)
- Andromeda (1971)
- Chinatown (1974)
- Una volta non basta (1975)
- In cerca di Mr. Goodbar (1977)
- Promises in the Dark (1979)